# Kyimo
Kyimo ist ein Verwaltungsbezirk (Ward) des Distrikts Rungwe in der tansanischen Region Mbeya. Er grenzt im Norden an Kiwira, im Nordosten an das Reservat Rungwe, im Südosten an Tukuyu, im Süden an die Bezirke Malindo und Lufingo und im Westen an Lupepo und Nkunga.

## Geografie
Kyimo liegt im Südwesten von Tansania und gehört zur Mittellandzone des Distrikts. Die Jahresniederschlagsmenge liegt zwischen 800 und 2200 Millimeter. Die Fläche des Bezirks umfasst 74 Quadratkilometer und bei der Volkszählung 2022 lebten hier 19.938 Menschen in 5582 Haushalten.

## Geschichte
Bei der Volkszählung 2002 wurden 12.140 Einwohner gezählt. Bis 2012 stieg die Bevölkerungszahl auf 14.033 und weiter auf 19.938 im Jahr 2022.

## Gliederung
Der Bezirk besteht aus fünf Orten (Mtaa):
- Kyimo
- Ilenge
- Syukula
- Katabe
- Kibisi

## Wirtschaft und Infrastruktur
- Landwirtschaft:  Im Jahr 2015 wurden im Bezirk auf 232 Hektar Tee und auf 103 Hektar Kaffee angebaut. Die größten Anbauflächen zur Selbstversorgung waren für Kochbananen (693 ha) und Mais (300 ha).[10]
- Bildung: Die Kyimo Secondary School ist eine staatliche weiterführende Schule mit einer Ausbildung bis zur 4. Stufe.[11]
- Gesundheit: Das Kyimo Gesundheitszentrum betreut stationäre Patienten und führt auch kleine chirurgische Eingriffe durch.[12] Apotheken befinden sich in Kyimo[13] und Ilenge[14]
- Straße: Durch den Bezirk verläuft die asphaltierte Nationalstraße T10, die nach Norden in die Regionshauptstadt Mbeya und nach Süden in die Distrikthauptstadt Tukuyu und weiter zum Malawisee führt.[15]